# Le Vampire de Whitechapel (téléfilm, 2002)
Pour plus de détails, voir Fiche technique et Distribution.
Le Vampire de Whitechapel ou Sherlock Holmes : Le Vampire de Whitechapel (The Case of the Whitechapel Vampire) est un téléfilm canadien réalisé par Rodney Gibbons, sorti le 21 juillet 2002 sur Hallmark Channel aux États-Unis.

## Synopsis
1892 dans le quartier de Whitechapel. Les moines et les nonnes de St. Justinien viennent en aide aux déshérités depuis des années. Peu avant Noël, un des moines est trouvé mort dans l'église de l'abbaye, apparemment mordu par un vampire. Frère Marstoke demande l'aide de Sherlock Holmes...

## Fiche technique
- Titre original : The Case of the Whitechapel Vampire
- Titre français : Le Vampire de Whitechapel
- Réalisation : Rodney Gibbons
- Scénario : Rodney Gibbons
- Direction artistique : Emmanuel Frechette
- Décors : Jean-Baptiste Tard
- Costumes : Luc J. Béland
- Photographie : Serge Ladouceur
- Son : Glenn Tussman
- Montage : Vidal Béïque
- Musique : Marc Ouellette
- Production : Irene Litinsky
- Production associée : Pedro Gandol
- Production exécutive : Steven Hewitt, Michael Prupas
- Société de production : Muse Entertainment, Hallmark Entertainment
- Société de distribution :  France Elephant Films
- Pays d’origine :  Canada
- Langue originale : anglais
- Format : couleur — 35 mm — 1,33:1 — son Dolby
- Genre : Film policier
- Durée : 90 minutes
- Dates de sortie : 
  -  États-Unis : 27 octobre 2002
  -  France : octobre 2003

## Distribution
- Matt Frewer : Sherlock Holmes
- Kenneth Welsh : Docteur Watson
- Shawn Lawrence : Frère Marstoke
- Neville Edwards : Docteur Chagas
- Cary Lawrence (arz) : Sœur Helen
- Isabel dos Santos : Signora de la Rosa
- Michel Perron : Inspecteur Jones
- Joel Miller : Frère Caulder
- Tom Rack (en) : Frère Abel
- Julian Casey : Inspecteur Lestrade
- Kathleen McAuliffe : Mrs Hudson